# Alexander Helgi Sigurðarson
Alexander Helgi Sigurðarson (8 april 1996) is een IJslands voetballer die als middenvelder voor Breiðablik Kópavogur speelt.

## Carrière
Alexander Helgi Sigurðarson speelde tot 2013 in de jeugd van Breiðablik Kópavogur, waar hij ook al enkele wedstrijden in het eerste elftal in de Deildabikar, het tweede bekertoernooi van IJsland, en in de Fótbolti.net mótið, een toernooi wat voor het seizoen gespeeld wordt, speelde. Van 2013 tot 2016 speelde hij in de jeugd van AZ. In 2016 keerde hij terug bij Breiðablik, waar hij sindsdien speelt. Tweemaal werd hij door Breiðablik voor een half seizoen uitgeleend aan UMF Víkingur.

### Statistieken
| Seizoen                                                      | Club                 | Land           | Competitie     | Competitie | Competitie | Beker | Beker | Overig* | Overig* | Totaal | Totaal |
| Seizoen                                                      | Club                 | Land           | Competitie     | Wed.       | Dlp.       | Wed.  | Dlp.  | Wed.    | Dlp.    | Wed.   | Dlp.   |
| ------------------------------------------------------------ | -------------------- | -------------- | -------------- | ---------- | ---------- | ----- | ----- | ------- | ------- | ------ | ------ |
| 2012                                                         | Breiðablik Kópavogur | IJsland        | Úrvalsdeild    | 0          | 0          | 0     | 0     | 1       | 0       | 1      | 0      |
| 2013                                                         | Breiðablik Kópavogur | IJsland        | Úrvalsdeild    | 0          | 0          | 0     | 0     | 5       | 0       | 5      | 0      |
| 2016                                                         | Breiðablik Kópavogur | IJsland        | Úrvalsdeild    | 1          | 0          | 1     | 0     | 0       | 0       | 2      | 0      |
| 2016                                                         | → UMF Víkingur       | IJsland        | Úrvalsdeild    | 0          | 0          | 0     | 0     | 0       | 0       | 0      | 0      |
| 2017                                                         | Breiðablik Kópavogur | IJsland        | Úrvalsdeild    | 0          | 0          | 0     | 0     | 0       | 0       | 0      | 0      |
| 2018                                                         | Breiðablik Kópavogur | IJsland        | Úrvalsdeild    | 3          | 1          | 1     | 0     | 3       | 0       | 7      | 1      |
| 2018                                                         | → UMF Víkingur       | IJsland        | 1. deild karla | 10         | 3          | 2     | 0     | 0       | 0       | 12     | 3      |
| 2019                                                         | Breiðablik Kópavogur | IJsland        | Úrvalsdeild    | 0          | 0          | 0     | 0     | 5       | 2       | 5      | 2      |
| Carrièretotaal                                               | Carrièretotaal       | Carrièretotaal | Carrièretotaal | 14         | 4          | 4     | 0     | 14      | 2       | 32     | 6      |
| *Bevat wedstrijden uit de Deildabikar en Fótbolti.net mótið. |                      |                |                |            |            |       |       |         |         |        |        |
| Bijgewerkt op 20 april 2019                                  |                      |                |                |            |            |       |       |         |         |        |        |